# La Mora, Culiacán
La Mora är en ort i Mexiko.   Den ligger i kommunen Culiacán och delstaten Sinaloa, i den västra delen av landet, 1 000 km nordväst om huvudstaden Mexico City. La Mora ligger 108 meter över havet och antalet invånare är 173.
Terrängen runt La Mora är platt åt sydväst, men åt nordost är den kuperad. Runt La Mora är det glesbefolkat, med 8 invånare per kvadratkilometer. Närmaste större samhälle är Villa de Costa Rica, 18,7 km sydväst om La Mora. I omgivningarna runt La Mora växer huvudsakligen savannskog.